# Anna Feliu i Moragues
Anna Feliu i Moragues   (l'Albi, 1979) és una funcionària docent del cos de professors d'ensenyament secundari (especialitat en llengua anglesa), batllessa de L'Albi i diputada al Parlament de Catalunya (13a legislatura) per Junts per Catalunya.
Llicenciada en traducció i interpretació, te un postgrau en pedagogia. Ha estat coordinadora territorial de la DG de Joventut a Lleida; directora dels serveis territorials de Governació, Administracions Públiques i Habitatge a Lleida, i directora dels serveis territorials de la Presidència a Lleida.
Batllessa de l'Albi d'ençà del 2015, ha estat consellera i portaveu al Consell Comarcal de les Garrigues.